# Decadimento particellare
In fisica delle particelle, il decadimento particellare è il processo spontaneo mediante il quale una particella subatomica instabile si trasforma in una o più altre particelle subatomiche. Le particelle create nel processo (lo stato finale) devono essere ciascuna meno massiva della particella originale, sebbene la massa invariante del sistema sia conservata. Una particella è instabile se c'è almeno uno stato finale permesso in cui essa può decadere. Le particelle instabili hanno spesso molti modi di decadimento, ciascuno con una sua probabilità. I decadimenti sono mediati da una o più interazioni fondamentali. Le particelle dello stato finale possono essere a loro volta instabili e quindi decadere ulteriormente.
Il decadimento particellare è diverso dal decadimento radioattivo, in cui un nucleo atomico instabile si trasforma in un nucleo più leggero con l'emissione di particelle o radiazione, sebbene i due processi abbiano delle similitudini e possano essere descritti con la stessa terminologia.

## Vita media di alcune particelle
Dai dati del Particle Data Group, la vita media di alcune importanti particelle risulta essere:
| Tipologia | Nome                    | Simbolo                                 | Massa (MeV/c2) | Vita media     |
| --------- | ----------------------- | --------------------------------------- | -------------- | -------------- |
| Leptone   | Elettrone / Positrone   | {\displaystyle e^{-}\,/\,e^{+}}         | 0,511          | >4,6×1026 anni |
| Leptone   | Muone / Antimuone       | {\displaystyle \mu ^{-}\,/\,\mu ^{+}}   | 105,6          | 2,2×10−6 s     |
| Leptone   | Tauone / Antitauone     | {\displaystyle \tau ^{-}\,/\,\tau ^{+}} | 1777           | 291×10−15 s    |
| Mesone    | Pione neutro            | {\displaystyle \pi ^{0}}                | 135            | 8,4×10−17 s    |
| Mesone    | Pione carico            | {\displaystyle \pi ^{+}\,/\,\pi ^{-}}   | 139,6          | 2,6×10−8 s     |
| Barione   | Protone / Antiprotone   | {\displaystyle p^{+}\,/\,p^{-}}         | 938,2          | >1×1026 anni   |
| Barione   | Neutrone / Antineutrone | {\displaystyle n\,/\,{\bar {n}}}        | 939,6          | 885,7 s        |
| Bosone    | Bosone W                | {\displaystyle W^{+}\,/\,W^{-}}         | 80 400         | 1×10−24 s      |
| Bosone    | Bosone Z                | {\displaystyle Z^{0}}                   | 91 000         | 1×10−25 s      |

## Probabilità di sopravvivenza
La vita media di una particella è indicata con {\displaystyle \tau }, la probabilità che essa sopravviva per un tempo maggiore di t prima di decadere è:
{\displaystyle P(t)=e^{-t/(\gamma \tau )}}
dove
{\displaystyle \gamma ={\frac {1}{\sqrt {1-v^{2}/c^{2}}}}}
è il fattore di Lorentz della particella.

## Larghezza di decadimento
Per una particella di massa M, la larghezza di decadimento:
{\displaystyle \Gamma ={\frac {\hbar }{\tau }}}
e
{\displaystyle d\Gamma _{n}={\frac {(2\pi )^{4}}{2M}}\left|{\mathcal {M}}\right|^{2}d\Phi _{n}(P;p_{1},p_{2},\dots ,p_{n})}
dove
- n è il numero di particelle create nel decadimento.
- {\displaystyle {\mathcal {M}}} è l'elemento della matrice invariante che connette lo stato iniziale con lo stato finale.
- {\displaystyle d\Phi _{n}} è l'elemento della spazio delle fasi
- {\displaystyle p_{i}} è il quadri-momento della particella i.

Lo spazio delle fasi è determinato da
{\displaystyle d\Phi _{n}(P;p_{1},p_{2},\dots ,p_{n})=\delta ^{4}(P-\sum _{i=1}^{n}p_{i})\left(\prod _{i=1}^{n}{\frac {d^{3}{\vec {p}}_{i}}{(2\pi )^{3}2E_{i}}}\right)}
dove {\displaystyle \delta ^{4}} è la delta di Dirac in quattro dimensioni.

## Quadrimpulso
La radice della norma del quadrimpulso di una particella è anche detta massa invariante (costante per ogni velocità v < c e numericamente coincidente con la massa a riposo m0).
La norma del quadrimpulso  è definita come la differenza tra il quadrato dell'energia e il quadrato del tri-impulso:
{\displaystyle p^{2}=E^{2}-({\vec {p}})^{2}=m^{2}\quad \quad \quad \quad (1)}
Nel caso di due particelle si ha:
{\displaystyle p^{2}=\left(p_{1}+p_{2}\right)^{2}=p_{1}^{2}+p_{2}^{2}+2p_{1}p_{2}=m_{1}^{2}+m_{2}^{2}+2(E_{1}E_{2}-{\vec {p}}_{1}\cdot {\vec {p}}_{2})}
Il quadrimpulso è conservato in tutti i decadimenti ed interazioni tra particelle
{\displaystyle p_{\mathrm {iniziale} }=p_{\mathrm {finale} }}

## Decadimento a due corpi
Se una particella di massa M decade in due particelle (etichettate con 1 e 2) la conservazione del quadrimomento
diventa
{\displaystyle p_{M}=p_{1}+p_{2}}
che può essere scritto come
{\displaystyle p_{M}-p_{1}=p_{2}}
elevando al quadrato entrambi i membri
{\displaystyle p_{M}^{2}+p_{1}^{2}-2p_{M}p_{1}=p_{2}^{2}}
Usando la definizione precedentemente definita del quadrato del quadrimpulso si ha
{\displaystyle M^{2}+m_{1}^{2}-2\left(E_{M}E_{1}-{\vec {p}}_{M}\cdot {\vec {p}}_{1}\right)=m_{2}^{2}}
Se supponiamo la particella "madre" inizialmente ferma:
{\displaystyle {\vec {p}}_{M}=0\qquad E_{M}=M}
si ottiene
{\displaystyle M^{2}+m_{1}^{2}-2ME_{1}=m_{2}^{2}}
e quindi si arriva alla formula dell'energia per la particella 1:
{\displaystyle E_{1}={\frac {M^{2}+m_{1}^{2}-m_{2}^{2}}{2M}}}
Similmente per la particella 2:
{\displaystyle E_{2}={\frac {M^{2}+m_{2}^{2}-m_{1}^{2}}{2M}}}
L'angolo con cui è emessa una particella misurato nel sistema del laboratorio è collegato all'angolo nel sistema del centro di massa tramite l'equazione
{\displaystyle \tan {\theta '}={\frac {\sin {\theta }}{\gamma \left(\beta /\beta '+\cos {\theta }\right)}}}

### Larghezza di decadimento
Data una particella si massa M che decade in due particelle 1 e 2, nel sistema di riferimento fermo della particella "madre" si ha
{\displaystyle |{\vec {p}}_{1}|=|{\vec {p_{2}}}|={\frac {[(M^{2}-(m_{1}+m_{2})^{2})(M^{2}-(m_{1}-m_{2})^{2})]^{1/2}}{2M}}.}
In coordinate sferiche:
{\displaystyle d^{3}{\vec {p}}=|p|^{2}\,dpd\Omega =p^{2}\,d\phi \,d\left(\cos \theta \right).}
Conoscendo l'elemento nello spazio delle fasi per il decadimento a due corpi si ottiene che la larghezza di decadimento è:
{\displaystyle d\Gamma ={\frac {1}{32\pi ^{2}}}\left|{\mathcal {M}}\right|^{2}{\frac {|{\vec {p}}_{1}|}{M^{2}}}\,d\phi _{1}\,d\left(\cos \theta _{1}\right).}